# Коган-Бернштейн, Фаина Абрамовна
Фаи́на Абра́мовна Ко́ган-Бернште́йн (в девичестве — Аронгауз; 2 марта 1899, Юрьев — 19 августа 1976, Москва) — советский историк-медиевист, переводчик со старофранцузского и современного французского языков. Доктор исторических наук (1943), профессор (1956).

## Биография
С началом Первой мировой войны эвакуировалась из Дерпта (ныне Тарту) в Воронеж, где жила в доме семьи революционеров-народовольцев Коганов-Бернштейнов. Вдова Л. М. Когана-Бернштейна (1862—1889; сосланный в Якутск, был приговорён на каторге к смерти и повешен, поднесённый к эшафоту на койке) Наталья Осиповна (1861—1927) стала приёмной матерью Фаины Абрамовны. В этом доме Фаина познакомилась с их сыном, М. Л. Коганом-Бернштейном (1886—1918), впоследствии видным деятелем партии эсеров, за которого она вышла замуж в 1917 году, однако в следующем, 1918 году при переходе фронта у деревни Чёрный Затон близ Сызрани её муж был задержан и расстрелян как член Учредительного собрания. В 1916 году окончила Воронежскую женскую гимназию. Около года проработала в Воронежской уездной управе помощником делопроизводителя. В 1917 году уехала в Петроград, поступила на естественный факультет университета.
В 1920 году переехала в Москву и продолжила учёбу на факультете общественных наук Московского университета. В 1923—1924 годах преподавала историю на рабфаке им. Покровского. С 1924 по 1926 год являлась заведующей кабинетом Г. В. Плеханова в Институте К. Маркса и Ф. Энгельса. В 1925 году вторично вышла замуж за историка и философа Павла Юшкевича (1873—1945), брата русского писателя и драматурга Семёна Юшкевича. В 1926—1933 годы являлась помощником редактора отдела истории Большой Советской Энциклопедии. В 1933—1934 годах работала старшим научным сотрудником Института истории Коммунистической академии. В 1934—1935 годах преподавала в МИФЛИ, была заведующей научно-исследовательским сектором института, в 1936—1937 годах являлась переводчиком научных трудов Соцэкгиза. В 1937—1949 годах — на историческом факультете МГУ.
В сентябре 1949 года в разгар кампании по борьбе с космополитизмом была уволена, переехала в Воронеж, где до 1950 года преподавала в местном педагогическом институте. В Воронежском государственном педагогическом институте она была зачислена на полставки на кафедру всеобщей истории. В характеристике, выданной деканом исторического факультета МГУ Г. А. Новицким, наряду с положительными качествами профессора отмечалось, что «за допущенные ею отдельные ошибки объективно-идеологического характера в научной и педагогической работе подверглась критике в марте-апреле 1949 г. на открытых заседаниях Учёного совета исторического факультета МГУ. Во время этого обсуждения тов. Коган-Бернштейн признала в основном свои ошибки». В 1956 году вернулась в Москву, до 1971 года преподавала в Московском историко-архивном институте.
Автор работ по истории общественной мысли средневековья и начала нового времени. Переводчик, автор вступительных статей и комментариев к трудам: Л. Ольшки «История научной литературы на новых языках»; А. Пиренна «Нидерландская революция» (М., 1937); Э. Ла Боэси «Рассуждение о добровольном рабстве» (М., 1952); Ф. Бэкона «Новая Атлантида» (М., 1954); М. Монтеня «Опыты» (кн. 1—2. М., 1954—58) и других.

Под псевдонимом Ф. Месин выпустила книгу «Новая ревизия материалистического понимания истории: К критике книги К. Каутского о „Материалистическом понимании истории“» М., 1929.

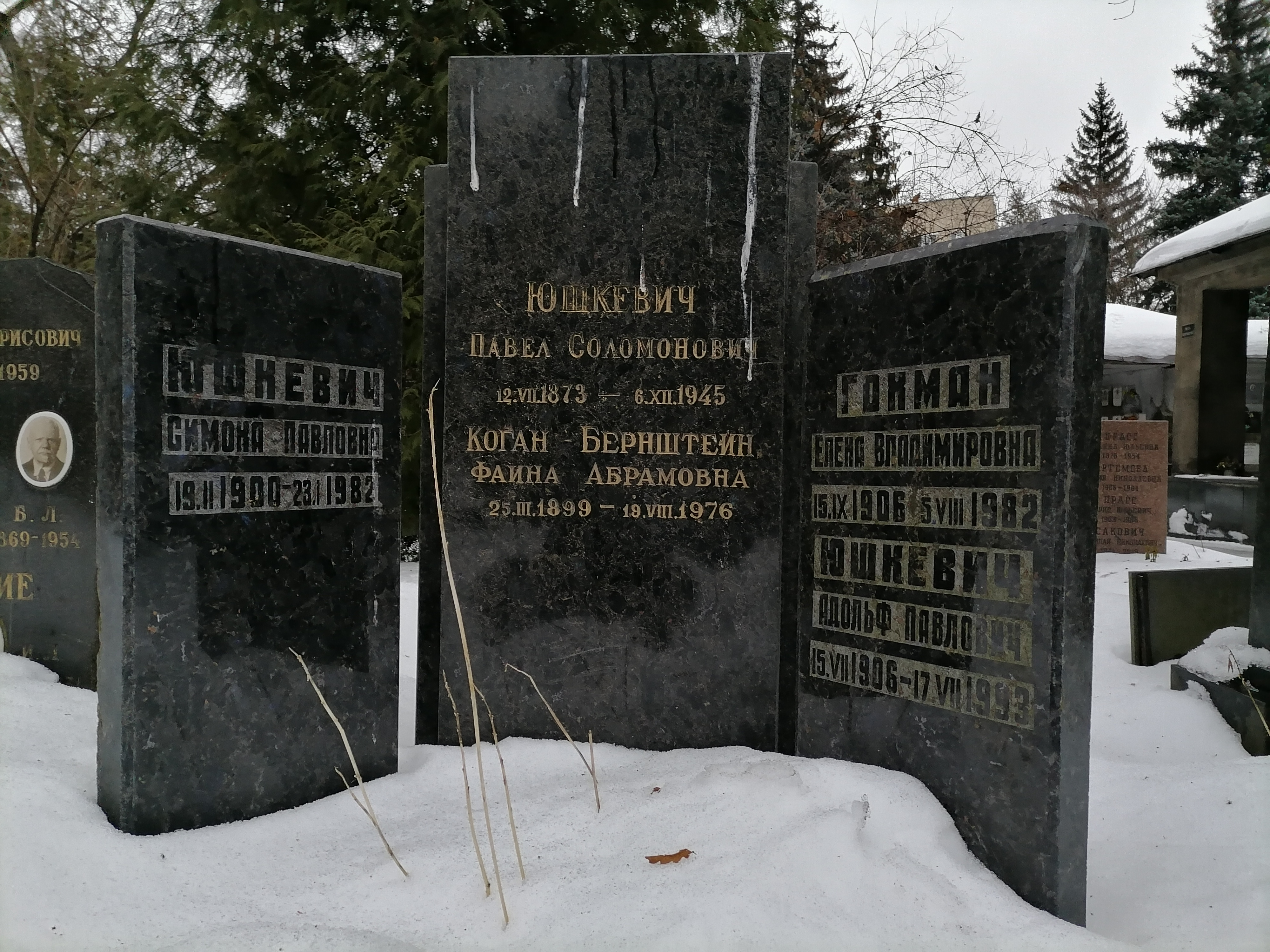
Могила Ф. А. Коган-Бернштейн на Донском кладбище